# Trachycystis obtusus
Trachycystis obtusus là một loài Rêu trong họ Mniaceae. Loài này được J.-P. Frahm mô tả khoa học đầu tiên năm 2001.